# رحلة أيرومكسيكو رقم 110
رحلة إيرومكس رقم 110 كانت رحلة داخلية مجدولة بين أكابولكو وغوادالاخارا في المكسيك. في 8 نوفمبر 1981، تعرضت الطائرة لماكدونل دوغلاس دي سي-9 لحادث فك ضغط مفاجئ في المقصورة، مما اضطر الطاقم إلى تنفيذ هبوط طارئ. للأسف، تحطمت الطائرة قرب مدينة زيواطانخو، وأسفر الحادث عن وفاة جميع ركاب وطاقم الطائرة البالغ عددهم 18 شخصًا.

## الطائرة
الطائرة المشاركة في الحادث هي من طراز دي سي-9-32، استلمتها أيروميكسيكو عام 1974 وحملت اسم “تيخوانا”. وكانت مجهزة بمحركين توربوفان من نوع برات آند ويتني JT8D-17.

## تفاصيل الحادث
بعد مغادرة أكابولكو وبلوغ ارتفاع 31,000 قدم (9,400 متر)، أبلغ القائد مراقبة الحركة الجوية بفقدان ضغط قمرة القيادة وطلب العودة إلى أكابولكو للقيام بهبوط اضطراري. بدأ الطائرة في الهبوط الاضطراري، لكنها تحطمت عند ارتفاع 6,000 قدم (1,800 متر) في جبال سييرا دي غيريرو.

## تحقيق الحادث
خلص التحقيق إلى أن الطاقم لم يتبع إجراءات الطوارئ بشكل صحيح.